# Штайн-Вингерт
Штайн-Вингерт (нем. Stein-Wingert) — община в Германии, в земле Рейнланд-Пфальц. 
Входит в состав района Вестервальд. Подчиняется управлению Хахенбург.  Население составляет 195 человек (на 31 декабря 2010 года). Занимает площадь 3,50 км².
Коммуна подразделяется на 4 сельских округа.